# John Ulhoa
João Daniel Ulhoa (Paracatu, 11 de fevereiro de 1966) é um músico, compositor e produtor musical brasileiro, integrante da banda de rock alternativo Pato Fu.

## Biografia
Antes mesmo de completar um ano de idade, mudou-se para a cidade de Belo Horizonte. Estudou na Escola de Belas Artes da UFMG. Foi sócio da loja Guitar Shop, de instrumentos musicais, local onde os integrantes do Pato Fu se conheceram.
Em 1982, funda a “Sexo Explícito”, primeira banda da qual participou. Grava dois discos por esta banda: “Combustível para Fogo”, em 1989, pelo selo Eldorado, e “O Disco dos Mistérios ou 3 Diabos e ½ ou Sexplicito Visita o sítio do Pica-Pau Amarelo ou Tributo a H. Romeu Pinto”, em 1991 – também pelo mesmo selo. Em 1990, muda-se para São Paulo, para poder se dedicar melhor à banda. Nessa época recebeu o prêmio de “Melhor Guitarrista do Ano –1989” pela crítica da revista Bizz. Deixa a banda em 1991.
Retorna a Belo Horizonte no início de 1991. Após produzir várias demos de bandas amigas, fundou em 1992 banda Pato Fu, na qual compõe, toca guitarra, violão, cavaquinho, faz alguns vocais e as programações eletrônicas de teclados e samplers. O sucesso da banda levou-o a criar um estúdio caseiro em sua residência na Pampulha, onde já trabalhou com Zélia Duncan, Arnaldo Baptista, Wonkavision e Érika Machado, dentre outros artistas.
Em 1995, John casou-se com sua companheira de banda e cantora, Fernanda Takai, com quem tem uma filha chamada Nina.
Em 2013, John lançou seu primeiro álbum solo, Alice no País das Maravilhas, trilha sonora do espetáculo baseado no livro homônimo do Grupo Giramundo.

## Discografia com a Pato Fu

### Álbuns
- Rotomusic de Liquidificapum (1993)
- Gol de Quem? (1995)
- Tem Mas Acabou (1996)
- Televisão de Cachorro (1998)
- Isopor (1999)
- Ruído Rosa (2001)
- Toda Cura Para Todo Mal (2005)
- Daqui pro Futuro (2007)
- Música de Brinquedo (2010)
- Não Pare pra Pensar (2014)

### Álbuns ao vivo
- MTV ao Vivo Pato Fu: no Museu de Arte da Pampulha (2002)
- Música de Brinquedo Ao Vivo (2011)

## Videografia com a Pato Fu

### DVDs
- MTV ao Vivo - no Museu de Arte da Pampulha (2002)
- Video Clipes (2004)
- Toda Cura Para Todo Mal (2007)
- Música de Brinquedo Ao Vivo (2011)